# Tétrafluorure de carbone
Pour les articles homonymes, voir R14.
Le tétrafluorure de carbone (CF4), également perfluorométhane, tétrafluorométhane, fréon 14 (R 14) ou halon 14, est un gaz fluoré. 
Il est le perfluorocarbure (PFC) le plus abondant dans l'atmosphère terrestre, où il contribue à l'effet de serre : son potentiel de réchauffement de la planète à horizon 100 ans (PRP-100) est 9 055 fois plus élevé que celui du dioxyde de carbone. Sa concentration dans l'atmosphère s'élève en 2019 à 85,5 pmol mol–1, contre  34 pmol mol–1 en 1850.

## Composés apparentés ou proches
- Tétrachlorométhane